# Opprebais (ruisseau)
Pour le village, voir Opprebais.
L'Opprebais est un petit ruisseau de Belgique, affluent de la Grande Gette. 
Il arrose le village d'Opprebais.